# Hickory Township (comté de Holt, Missouri)
Hickory Township est un ancien township du comté de Holt dans le Missouri, aux États-Unis,.